# Руди (Арканзас)
Руди (енгл. Rudy) град је у америчкој савезној држави Арканзас.

## Демографија
По попису из 2010. године број становника је 61, што је 11 (-15,3%) становника мање него 2000. године.
| Група             | 2000.      | 2010.      |
| Белци             | 68 (94,4%) | 57 (93,4%) |
| Афроамериканци    | 0 (0,0%)   | 0 (0,0%)   |
| Азијати           | 0 (0,0%)   | 0 (0,0%)   |
| Хиспаноамериканци | 1 (1,4%)   | 4 (6,6%)   |
| Укупно            | 72         | 61         |